# Distrito de Pósic
El distrito de Pósic es uno de los nueve que conforman la provincia de Rioja, ubicada en el departamento de San Martín en el norte del Perú.
El distrito limita por el Norte con el distrito de Yuracyacu, por el Sur con el distrito de Rioja, por el Este con la provincia de Moyobamba y por el Oeste también con los distritos de Yuracyacu y Rioja.
Desde el punto de vista jerárquico de la Iglesia católica forma parte de la Prelatura de Moyobamba, sufragánea de la Metropolitana de Trujillo y encomendada por la Santa Sede a la Archidiócesis de Toledo en España.

## Historia
El distrito de Posic fue creado mediante Ley N° 8142 del 9 de diciembre de 1935, en el gobierno del Presidente Óscar Raimundo Benavides. 
En la antigüedad la población se dedicaba a la agricultura y la ganadería. Actualmente es el único pueblo alfarero de la provincia de Rioja que conserva y expresa la tradición de la cultura Chachapoyas.

## Geografía
Su capital es la localidad de Pósic, ubicada a 820 m s. n. m. Las partes montañosas se elevan a más de 1500 m s. n. m. Su superficie es de 54,65 km².

### Caseríos
- Santa Elena
- Marona
- Ajial
- Bajo Tonchima

## Población
El distrito tiene aproximadamente 1919 habitantes repartidos entre las localidades de San Francisco, Santa Elena, Marona, Ajial y Bajo Tonchima.

## Economía
El distrito de Pósic tiene concentrada a su población económicamente activa en el sector agropecuario y por la naturaleza de la zona, su desarrollo siempre ha estado ligado al sembrío de arroz, árboles frutales, verduras, ganadería de animales menores, entre otros.

## Patrimonio

### Patrimonio arqueológico
La ciudad prehistórica de Posic, es mencionada por los cronistas españoles. Hoy el sitio contiene varios sectores que contienen ruinas de la cultura Inca y Chachapoyas.